# Rouge, blanc et bleu
Pour plus de détails, voir Fiche technique et Distribution.
Rouge, blanc et bleu est un film dramatique historique britannique de 2020 réalisé par Steve McQueen et co-écrit par McQueen et Courttia Newland. Il met en vedette John Boyega dans le rôle de Leroy Logan, un officier de la police métropolitaine de Londres qui a fondé la Black Police Association et a tenté de réformer les forces de police de l'intérieur. Le film est sorti dans le cadre de la série d'anthologies Small Axe sur BBC One le 29 novembre 2020 et est sorti sur Amazon Prime Video le 4 décembre 2020. II fait l'ouverture au 58e Festival du film de New York le 24 septembre 2020.

## Distribution
- John Boyega as Leroy Logan
  - Nathan Vidal as Young Logan
- Steve Toussaint as Ken Logan
- Joy Richardson as Mrs. Logan
- Corey Peterson as Philford
- Neil Maskell as Inspector Willis
- Stephen Boxer as Chief Inspector
- Calum Callaghan as PC Beck
- Conor Lowson as TPC David
- Assad Zaman as PC Asif Kamali
- Antonia Thomas as Gretl
- Liam Garrigan as Greg Huggan
- Tyrone Huntley as Leee John
  - Jaden Oshenye as Young Leee
- Nadine Marshall as Jesse John
- Mark Stanley as Ed Harrigan
- Seroca Davis as Hyacinth

## Première
Le film est présenté en première au Festival du film de New York 2020, qui s'est tenu virtuellement, présenté aux côtés de deux autres films de la série Small Axe de Steve McQueen, Mangrove et Lovers Rock.

## Réception critique
L'agrégateur de critiques Metacritic attribue au film une note moyenne pondérée de 85 sur 100, basée sur 14 critiques, indiquant une "acclamation universelle". Sur Rotten Tomatoes, le film détient un taux d'approbation de 97% sur la base de 58 critiques, avec une note moyenne de 8,2/10. Le consensus des critiques du site se lit comme suit : "Un biopic urgent et opportun aussi somptueux que brûlant, Rouge, blanc et bleu est un triomphe qui donne à l'indéniablement talentueux John Boyega le rôle principal qu'il mérite." 
Les critiques louent le film pour avoir évoqué un sentiment d'urgence et de colère. K. Austin Collins de Rolling Stone a écrit que "L'urgence tendue que nous ressentons tout au long de ce film doit en grande partie à sa structure, qui, en particulier dans certaines des scènes familiales argumentatives, a une façon de draguer mille choses à la fois, parce que toute rupture risque de donner à tout le monde l'excuse de mettre à nu tout le désespoir et le désaccord qui avaient été supprimés jusque-là."  Odie Henderson, passant en revue le film pour RogerEbert.com, écrit que ce "n'est pas un film dorlotant. C'est une colère, une méditation délicate qui vous oblige à vous mettre à la place de quelqu'un que vous pourriez en fait considérer comme un traître ou un imbécile. Boyega, qui est fantastique, supporte très bien le fardeau de la solitude de Leroy, et on sent son désir d'avoir un allié, un ami ou surtout un copain de course qui lui ressemble." 
La performance principale de John Boyega est acclamée. Peter Bradshaw de The Guardian écrit que Boyega "fait passer sa carrière au niveau supérieur avec une représentation héroïque et même tragique de Logan", et compare la performance à celle d'Al Pacino dans Serpico. Kevin Maher du Times l'a qualifiée de performance "la plus imposante" de Boyega, louant sa "retenue frémissante, avec une naïveté aux yeux écarquillés et avec de brefs moments de rage fulminante".
Écrivant pour The Ringer, Justin Charity observe que le film "s'articule autour de la compétition classique au sein des groupes minoritaires : assimilation contre subversion", et a comparé favorablement sa représentation complexe de policiers sectaires à la série d'anthologies Lovecraft Country.
Le film est apparu sur les dix meilleures listes de plusieurs critiques des meilleurs films de 2020.